# Baldwin Street

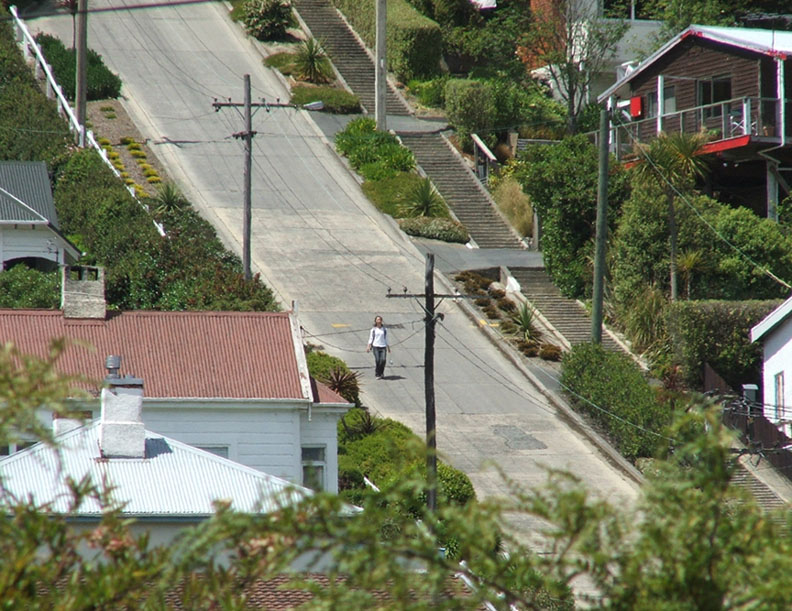
Um turista a descer a rua.

A Baldwin Street, localizada em Dunedin, na Nova Zelândia, é uma rua pavimentada, sendo considerada a mais íngreme do mundo. Com pouco mais de 350 metros de comprimento e 34 casas localizadas ao longo dela, a rua sobe um total de 69,2 metros a uma taxa de 1 metro vertical para cada 2,86 horizontais. A rua é pavimentada com ranhuras para garantir que os carros possam aderir à superfície.
Recebeu o título de rua mais íngreme do mundo pelo Guinness Book of Records em 1987, mas o perdeu em 2019 para a Ffordd Pen Llech, localizada no País de Gales. Contudo, reassumiu o título anterior em 8 de abril de 2020, após uma nova verificação pelo Guinness, que confirmou uma inclinação de 34% na Baldwin Street, superando os 28% da via galesa.
Todo verão, desde 1988, a rua é palco do Baldwin Street Gutbuster, um campeonato de corrida e equilíbrio contando com participantes de várias localidades. Os competidores correm desde a base da rua até o topo e depois descem ladeira abaixo. Desde 2002, também ocorre o rolamento de Jaffas (doces esféricos similares ao M&M), onde cada Jaffa pertence a uma pessoa específica. Os fundos arrecadados são destinados à caridade.